# Microrégion Bragantina

Localisation de la microrégion Bragantina

La microrégion Bragantina est l'une des cinq microrégions qui subdivisent le Nord-Est de l'État du Pará au Brésil.
Elle comporte 13 municipalités qui regroupaient 364 759 habitants en 2006 pour une superficie totale de 8 711 km2.

## Municipalités[1]
- Augusto Corrêa
- Bonito
- Bragança
- Capanema
- Igarapé-Açu
- Nova Timboteua
- Peixe-Boi
- Primavera
- Quatipuru
- Santa Maria do Pará
- Santarém Novo
- São Francisco do Pará
- Tracuateua